# 메사

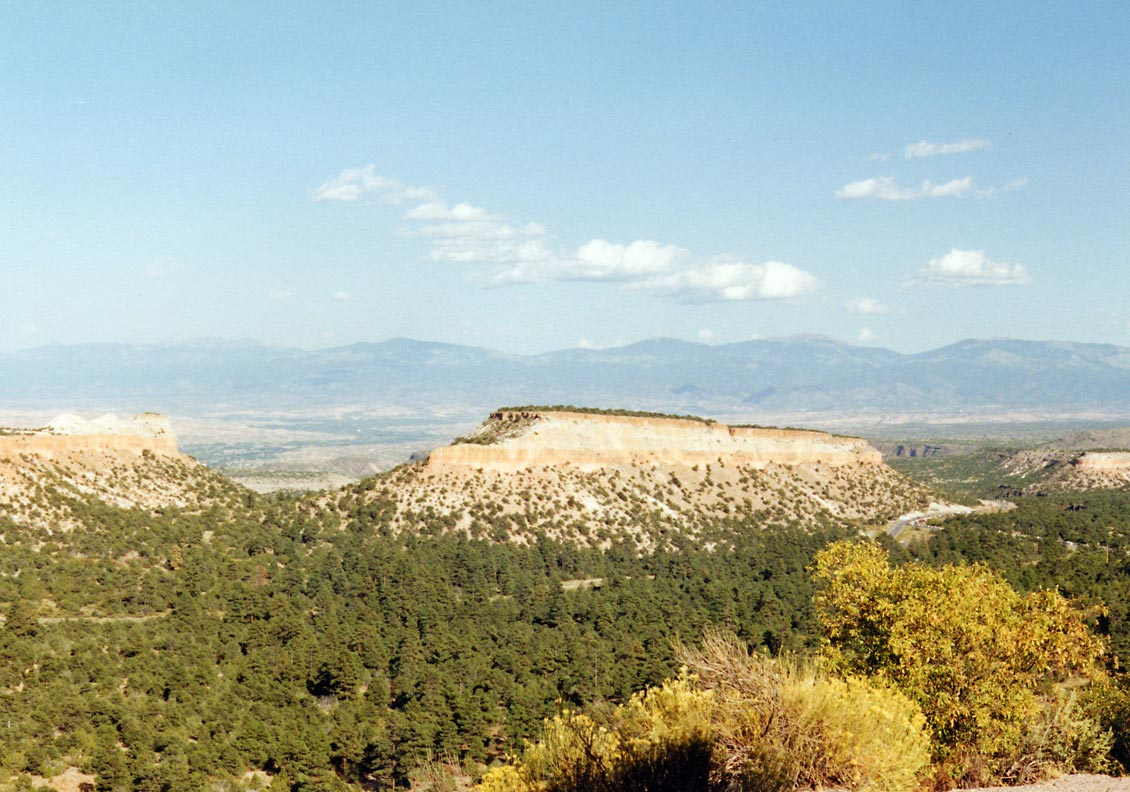
미국 서부의 메사(뉴멕시코주)

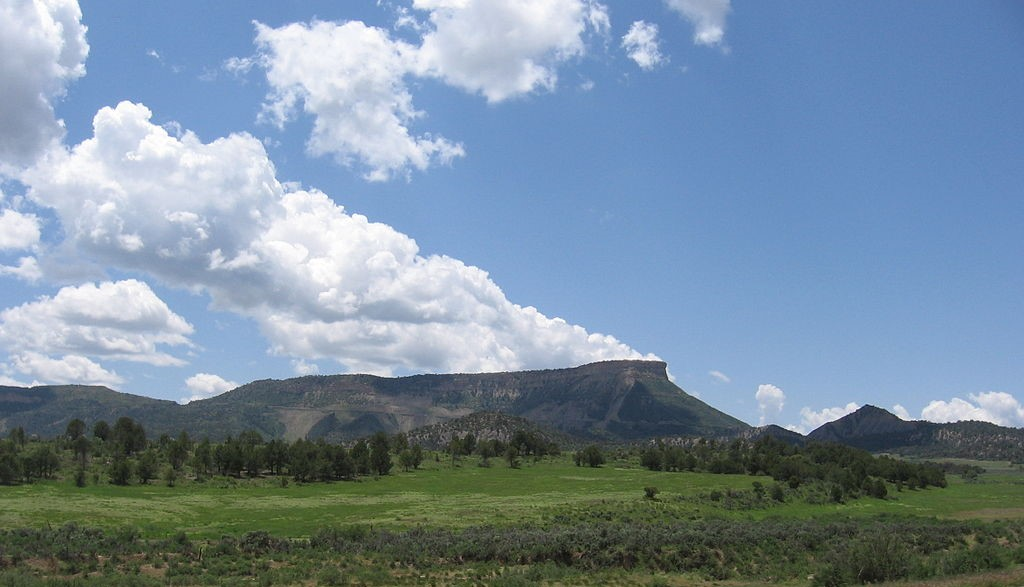
메사버드 국립공원이 있는 곳. 메사 지형의 한가지 예

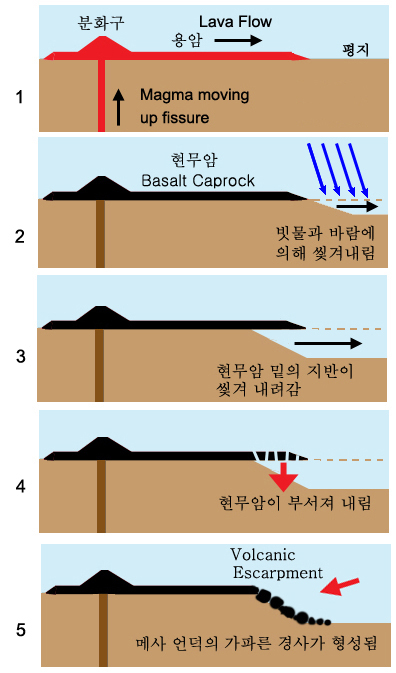
용암에 의한 메사의 형성 과정의 예

메사(스페인어: mesa)는 탁자 또는 테이블 위(table top) 같이 평평하고 가장자리는 가파른 사면이나 벼랑으로 된 지형이다. 대지(臺地)라고도 한다. 미국 남서부에서 흔히 볼 수 있다. 메사라는 말은 본래 스페인어로 탁자라는 뜻이다. 스페인 개척자들이 미국 남서부 지방을 개척할 때 이와 같은 지형을 보고 탁자, 테이블(table) 같이 생긴 언덕(또는 산)을 그들의 말로 메사라고 부르기 시작한 것이 오늘에 와서 지질학적 용어가 되었다. 메사는 위 부분의 지층이 단단하고 아래부분의 지층이 침식이 잘되는 약한 지층일 경우 형성된다. 원래는 평평한 평지였으나 단단한 표면의 지층은 부식되지 않는 반면 부식이 잘 되는 약한 부분은 물에 씻겨 내려가서 단단한 표면은 상대적으로 주위보다 높은 언덕이 된 것이다.

## 예시 위치

### 오스트레일리아
- 웨스턴오스트레일리아주 콕번 레인지
- 노던 준주 마운트코너

### 프랑스
- 오베르뉴론알프 몽트아이길레

### 이스라엘
- 남부구 (이스라엘) 마사다

## 같이 보기
- 메사버드 국립공원
- 핑딩산시
- 탁상지
- 테이블산
- 테푸이
- 툰드라